# VX CAD/CAM
VX CAD/CAM − zintegrowane oprogramowanie dla inżynierów z grup: (ang.Computer Aided Manufacturing)  komputerowe wspomaganie wytwarzania i (ang. Computer Aided Design) komputerowe wspomaganie projektowania.

## Historia
Firma została założona w 1985 roku przez amerykańskich programistów Marka Vorwallera i Forresta Blaira. W 1989 roku korporacja weszła w 4 letni kontrakt z NKK Corp. z Japonii (jeden z największych światowych producentów stali). Tam wprowadzili w 1991 roku do przemysłu pierwszy hybrydowy system CAD/CAM.
Od 1994 firma była znana jako Varimetrix, biorąc swą nazwę z „variational geometry” i „parametric technology” co jest dwoma podstawowymi komponentami jądra programistycznego VX.
W tym samym roku (1994) VX rozpoczął współpracę z Samsung Electronics Co. Ltd., rozwijając i produkując zaawansowany CAD/CAM system dla wewnętrznego rozwoju produktów marki Samsung.
Rezultatem było VX CAD/CAM™, zaawansowane, zintegrowane rozwiązanie CAD/CAM. W marcu 1999 VX CAD/CAM był już dostępny komercyjnie. Pozwalał projektantom tworzyć hybrydowe modele z dokumentacją 2D, budować formy wtryskowe i posługiwać się inżynierią odwrotną.
W 2001 nazwa Varimetrix została skrócona do VX.
Od 25 września 2010 r. wszystkie produkty VX zostały włączone do nowej linii produktów ZW3D.

## Moduły
VX CAD/CAM jest oprogramowaniem, które może być nabywane w zależności od potrzeb i przeznaczenia. Posiada 5 modułów i każdy z nich posiada określone możliwości.

### VX Innovator
VX Innovator - podstawowy pakiet do tworzenia modeli 3D budowania złożeń i dokumentacji 2D. Pozwala na zapisanie plików w formatach rodzimych VX CAD/CAM jak również do formatu plików neutralnych typu: STL, Parasolid, STEP, IGES itp. Możliwe jest modelowanie zarówno bryłowe jak i powierzchniowe.

### VX Designer
Zawiera w sobie moduł VX Innovator i dodatkowo możliwe jest projektowanie używając chmury punktów - inżynieria odwrotna, elementów blaszanych i powierzchni klasy A. Dodatkowo pozwala na tworzenie fotorealistycznych zdjęć - rendering.

### VX Mold&Die
Zawiera w sobie moduł VX Designer i dodatkowo funkcje przeznaczone dla osób projektujących formy wtryskowe. Niektóre z tych funkcji to:
- automatyczne i ręczne tworzenie linii i płaszczyzny
- kreator form
- kreator elektrod
- kreator form
- biblioteka standardowych komponentów
- automatyczne i ręczne tworzenie rdzenia i matrycy

### VX Machinist
Zawiera w sobie moduł VX Designer i dodatkowo pozwala na generowanie ścieżek narzędzia na frezarki numeryczne CNC. Funkcje charakteryzujące moduł VX Machinist to:
- wykorzystanie technologii HSM, SmoothFlow
- automatyczna kontrola posuwu
- sterowanie maszynami od 2,5 do 5 płynnych osi
- taktyki obróbcze
- generator postprocesorów

### VX End-to-End
Zawiera w sobie moduł VX Mold&Die i VX Machinist.